# Estados dos Estados Unidos

Animação mostrando a ordem de admissão dos estados dos Estados Unidos na união. Delaware, Pensilvânia e Nova Jérsei foram os primeiros estados a entrarem na União, todos em 1787, enquanto que os dois últimos, o Alasca e o Havaí, foram admitidos em 1959.

Os estados dos Estados Unidos são as cinquenta unidades desse país federal da América do Norte. Compõem aquele país e partilham a soberania com o seu governo federal. Devido a esta soberania dividida, cada cidadão dos Estados Unidos é cidadão tanto da entidade federal quanto do seu estado de domicílio. Quatro estados usam o título oficial de "comunidade" (commonwealth), no lugar de "estado" (state). A cidadania estadual é flexível, e nenhuma aprovação governamental é necessária, bastando para que ela ocorra a mudança de domicílio do cidadão, com exceção dos condenados pela justiça.
A Constituição dos Estados Unidos distribui o poder entre estes dois níveis de governo. Ao ratificar a Constituição, o povo transferiu determinados poderes soberanos limitados dos seus estados para o governo federal. Sob a décima emenda, todos os poderes que não foram delegados ao governo estadunidense nem especificamente proibidos aos estados foram mantidos por estes estados e pelo povo. Historicamente, os investimentos em educação, infraestrutura, saúde, segurança, transporte públicos foram consideradas como responsabilidades primordialmente inerentes ao estado, embora hoje em dia, todas contem com uma quantidade significativa de verbas federais, bem como regulamentação, com base principalmente na Cláusula do Comércio, na Cláusula dos Impostos e Gastos e na Cláusula Necessária e Apropriada da Constituição.
Com o tempo a constituição do país foi sofrendo emendas, e a interpretação e aplicação de suas provisões foi sendo alterada. A tendência geral é a centralização e incorporação, com o governo federal desempenhando um papel muito maior do que anteriormente. Há um debate contínuo acerca dos direitos dos estados, no que diz respeito à extensão e natureza dos poderes dos estados e da sua soberania, em relação ao governo federal, bem como em relação aos direitos dos indivíduos.
O Congresso pode admitir novos estados, que terão o mesmo pé de igualdade que os estados já existentes; isto não ocorre, no entanto, desde 1959. A constituição nada fala sobre a hipótese de um dos estados decidir abandonar unilateralmente a União, porém a Suprema Corte decretou que a secessão é inconstitucional, uma posição motivada, ao menos em parte, pelo resultado da Guerra Civil dos Estados Unidos (1861–1865).

## Estados
Esta lista de estados dos Estados Unidos está ordenada pelos nomes dos estados em português. Cada um dos estados está listado com seu próprio código ISO indicado: o ISO 3166-2:US: Subdivisões dos Estados Unidos, que é usado também como código postal. A relação abaixo inclui também a data de entrada na União, a capital de cada estado, a cidade mais populosa de cada estado, a área em milhas quadradas e quilômetros quadrados, a população segundo o censo de 2011, o órgão governamental anterior à entrada na União como estado e o produto interno bruto de 2010.
Embora as 13 colônias tenham sido consideradas como membros dos Estados Unidos desde a Declaração de Independência, em 4 de julho de 1776, elas são apresentadas aqui como sendo "admitidas" no ano de ratificação da Constituição dos Estados Unidos, em 1787.
| ISO | Entrada na União        | Bandeira | Estado                               | Capital        | Cidade mais populosa | Área          | População (2011) | Entidade precedente                                                                       | PIB de 2010 em milhões de dólares |
| --- | ----------------------- | -------- | ------------------------------------ | -------------- | -------------------- | ------------- | ---------------- | ----------------------------------------------------------------------------------------- | --------------------------------- |
| AL  | 14 de dezembro de 1819  |          | Alabama                              | Montgomery     | Birmingham           | 135 765 km²   | 4 802 740        | Território do Alabama                                                                     | 174 400                           |
| AK  | 3 de janeiro de 1959    |          | Alasca (Alaska)                      | Juneau         | Anchorage            | 1 717 854 km² | 722 718          | Território do Alasca                                                                      | 45 600                            |
| AR  | 15 de junho de 1836     |          | Arcansas (Arkansas)                  | Little Rock    | Little Rock          | 137 002 km²   | 2 937 979        | Território do Arcansas                                                                    | 105 800                           |
| AZ  | 14 de fevereiro de 1912 |          | Arizona                              | Phoenix        | Phoenix              | 295 254 km²   | 6 482 505        | Território de Arizona                                                                     | 261 300                           |
| CA  | 9 de setembro de 1850   |          | Califórnia (California)              | Sacramento     | Los Angeles          | 423 970 km²   | 37 691 912       | Admitido diretamente da Cessão Mexicana                                                   | 1 936 400                         |
| KS  | 29 de janeiro de 1861   |          | Cansas (Kansas)                      | Topeka         | Wichita              | 213 096 km²   | 2 871 238        | Território do Cansas                                                                      | 128 500                           |
| NC  | 21 de novembro de 1789  |          | Carolina do Norte (North Carolina)   | Raleigh        | Charlotte            | 139 509 km²   | 9 656 401        | Província da Carolina do Norte, então estado soberano da Confederação                     | 407 400                           |
| SC  | 23 de maio de 1788      |          | Carolina do Sul (South Carolina)     | Columbia       | Columbia             | 82 931 km²    | 4 679 230        | Província da Carolina do Sul, então estado soberano da Confederação                       | 164 300                           |
| CO  | 1 de agosto de 1876     |          | Colorado                             | Denver         | Denver               | 269 837 km²   | 5 116 796        | Território do Colorado                                                                    | 259 700                           |
| CT  | 9 de janeiro de 1788    |          | Conecticute/Coneticute (Connecticut) | Hartford       | Bridgeport           | 14 356 km²    | 3 580 709        | Colônia de Conecticute, então estado soberano da Confederação                             | 233 400                           |
| ND  | 2 de novembro de 1889   |          | Dakota do Norte (North Dakota)       | Bismarck       | Fargo                | 183 272 km²   | 683 932          | Território de Dakota                                                                      | 33 400                            |
| SD  | 2 de novembro de 1889   |          | Dakota do Sul (South Dakota)         | Pierre         | Sioux Falls          | 199 905 km²   | 824 082          | Território de Dakota                                                                      | 39 900                            |
| DE  | 7 de dezembro de 1787   |          | Delaware                             | Dover          | Wilmington           | 6 452 km²     | 907 135          | Colônia de Delaware, então estado soberano da Confederação                                | 62 700                            |
| FL  | 3 de março de 1845      |          | Flórida (Florida)                    | Tallahassee    | Jacksonville         | 170 304 km²   | 19 057 542       | Território da Flórida                                                                     | 754 000                           |
| GA  | 2 de janeiro de 1788    |          | Geórgia/Jórgia (Georgia)             | Atlanta        | Atlanta              | 153 909 km²   | 9 815 210        | Província da Geórgia, então estado soberano da Confederação                               | 404 600                           |
| HI  | 21 de agosto de 1959    |          | Havaí/Havai (Hawaii)                 | Honolulu       | Honolulu             | 28 311 km²    | 1 374 810        | Território do Havaí                                                                       | 68 900                            |
| ID  | 3 de julho de 1890      |          | Idaho                                | Boise          | Boise                | 216 632 km²   | 1 584 985        | Território de Idaho                                                                       | 54 800                            |
| RI  | 29 de maio de 1790      |          | Ilha de Rodes (Rhode Island)         | Providence     | Providence           | 3 140 km²     | 1 051 302        | Colônia de Rhode Island, então estado soberano                                            | 49 500                            |
| IL  | 3 de dezembro de 1818   |          | Ilinóis (Illinois)                   | Springfield    | Chicago              | 141 998 km²   | 12 869 257       | Território de Illinois, formado do Território do Noroeste                                 | 644 200                           |
| IN  | 11 de dezembro de 1816  |          | Indiana                              | Indianápolis   | Indianápolis         | 94 321 km²    | 3 062 309        | Território de Indiana, formado do Território do Noroeste                                  | 267 600                           |
| IA  | 28 de dezembro de 1846  |          | Iowa                                 | Des Moines     | Des Moines           | 145 743 km²   | 6 516 922        | Território de Iowa                                                                        | 147 200                           |
| KY  | 1 de junho de 1792      |          | Kentucky                             | Frankfort      | Louisville           | 104 659 km²   | 4 369 356        | Separou-se da Virgínia com o consentimento do referido Estado (ex-Condado de Kentucky)    | 161 400                           |
| LA  | 30 de abril de 1812     |          | Luisiana (Louisiana)                 | Baton Rouge    | Nova Orleans         | 135 382 km²   | 4 574 836        | Território de Orleans                                                                     | 213 600                           |
| ME  | 15 de março de 1820     |          | Maine                                | Augusta        | Portland             | 91 646 km²    | 1 328 188        | Separou-se de Massachusetts com o consentimento do referido Estado (ex-Distrito de Maine) | 53 200                            |
| MD  | 28 de abril de 1788     |          | Marilândia (Maryland)                | Annapolis      | Baltimore            | 32 133 km²    | 5 773 552        | Província de Maryland, então estado soberano da Confederação                              | 300 000                           |
| MA  | 6 de fevereiro de 1788  |          | Massachusetts                        | Boston         | Boston               | 27 336 km²    | 5 828 289        | Colônia da Baía de Massachusetts, então estado soberano da Confederação                   | 377 700                           |
| MI  | 26 de janeiro de 1837   |          | Míchigan/Michigão (Michigan)         | Lansing        | Detroit              | 253 973 km²   | 9 876 187        | Território de Michigan, formado do Território do Noroeste                                 | 372 400                           |
| MN  | 11 de maio de 1858      |          | Minesota (Minnesota)                 | Saint Paul     | Minneapolis          | 225 181 km²   | 5 344 861        | Território de Minnesota                                                                   | 267 100                           |
| MS  | 10 de dezembro de 1817  |          | Mississípi (Mississippi)             | Jackson        | Jackson              | 125 443 km²   | 2 978 512        | Território do Mississippi, formado a partir de terras doadas pela Geórgia                 | 98 900                            |
| MO  | 10 de agosto de 1821    |          | Missúri (Missouri)                   | Jefferson City | Kansas City          | 180 533 km²   | 5 988 927        | Território de Missouri                                                                    | 246 700                           |
| MT  | 8 de novembro de 1889   |          | Montana                              | Helena         | Billings             | 381 156 km²   | 998 199          | Território de Montana                                                                     | 37 200                            |
| NE  | 1 de março de 1867      |          | Nebrasca (Nebraska)                  | Lincoln        | Omaha                | 200 520 km²   | 1 842 641        | Território de Nebrasca                                                                    | 89 600                            |
| NV  | 31 de outubro de 1864   |          | Nevada                               | Carson City    | Las Vegas            | 286 367 km²   | 2 723 322        | Território de Nevada                                                                      | 127 500                           |
| NH  | 21 de junho de 1788     |          | Nova Hampshire (New Hampshire)       | Concord        | Manchester           | 24 217 km²    | 1 318 194        | Província de Nova Hampshire, então estado soberano da Confederação                        | 61 600                            |
| NJ  | 18 de dezembro de 1787  |          | Nova Jérsei/Nova Jérsia (New Jersey) | Trenton        | Newark               | 22 608 km²    | 8 821 155        | Província de Nova Jérsei, então estado soberano da Confederação                           | 497 000                           |
| NY  | 26 de julho de 1788     |          | Nova Iorque (New York)               | Albany         | Nova Iorque          | 141 299 km²   | 19 465 197       | Província de Nova Iorque, então estado soberano da Confederação                           | 1 156 500                         |
| NM  | 6 de janeiro de 1912    |          | Novo México (New México)             | Santa Fe       | Albuquerque          | 315 194 km²   | 2 082 224        | Território do Novo México                                                                 | 75 000                            |
| OK  | 16 de novembro de 1907  |          | Oclaoma (Oklahoma)                   | Oklahoma City  | Oklahoma City        | 181 195 km²   | 3 751 351        | Território de Oklahoma e Território Indígena                                              | 160 500                           |
| OH  | 1 de março de 1803      |          | Ohio                                 | Columbus       | Columbus             | 116 096 km²   | 11 544 951       | Território do Noroeste, com terras doadas pela Pensilvânia, Virgínia e Nova Iorque        | 483 400                           |
| OR  | 14 de fevereiro de 1859 |          | Óregon/Oregão (Oregon)               | Salem          | Portland             | 255 026 km²   | 3 871 859        | Território do Óregon                                                                      | 168 900                           |
| PA  | 12 de dezembro de 1787  |          | Pensilvânia (Pennsylvania)           | Harrisburg     | Filadélfia           | 119 283 km²   | 12 742 886       | Província da Pensilvânia, então estado soberano da Confederação                           | 575 600                           |
| TN  | 1 de junho de 1796      |          | Tenessi (Tennessee)                  | Nashville      | Nashville            | 109 247 km²   | 6 403 353        | Formado a partir de terras doadas pela Carolina do Norte                                  | 250 300                           |
| TX  | 29 de dezembro de 1845  |          | Texas                                | Austin         | Houston              | 696 241 km²   | 25 674 681       | República do Texas                                                                        | 1 207 432                         |
| UT  | 4 de janeiro de 1896    |          | Utá (Utah)                           | Salt Lake City | Salt Lake City       | 219 887 km²   | 2 817 222        | Território do Utá                                                                         | 116 900                           |
| VT  | 4 de março de 1791      |          | Vermonte (Vermont)                   | Montpelier     | Burlington           | 24 293 km²    | 626 431          | República de Vermont                                                                      | 26 400                            |
| VA  | 25 de junho de 1788     |          | Virgínia (Virginia)                  | Richmond       | Virginia Beach       | 110 785 km²   | 8 096 604        | Colônia de Virgínia, então estado soberano da Confederação                                | 427 700                           |
| WV  | 20 de junho de 1863     |          | Virgínia Ocidental (West Virginia)   | Charleston     | Charleston           | 62 755 km²    | 1 855 364        | Separou-se da Virgínia, com o consentimento questionável do estado                        | 66 600                            |
| WA  | 11 de novembro de 1889  |          | Washington                           | Olympia        | Seattle              | 184 827 km²   | 7 330 038        | Território de Washington                                                                  | 351 100                           |
| WI  | 29 de maio de 1848      |          | Wisconsin                            | Madison        | Milwaukee            | 169 639 km²   | 5 711 767        | Território de Wisconsin, formado pelo Território do Noroeste                              | 251 400                           |
| WY  | 10 de julho de 1890     |          | Wyoming                              | Cheyenne       | Cheyenne             | 253 348 km²   | 568 158          | Território de Wyoming                                                                     | 38 200                            |

## Distrito federal

A bandeira do Distrito de Columbia

O Distrito de Colúmbia, formado oficialmente em 16 de julho de 1790, é o distrito federal americano, como especificado pela Constituição estadunidense, com limitado poder local. O distrito é governado diretamente pelo Congresso dos Estados Unidos. A intenção dos Pais Fundadores era que a capital dos Estados Unidos estivesse em um local neutro, não dando favor a nenhum estado existente; Como resultado, o Distrito de Columbia foi criado para servir como sede do governo. Seu código ISO 3166-2 é DC.
Como não é um estado, o distrito não tem representação no Senado e tem um delegado sem direito a voto na Câmara; nem tem um governo soberano eleito. Além disso, antes da ratificação da 23ª Emenda, em 1961, os cidadãos do distrito não tiveram o direito de votar nas eleições presidenciais. Sua população é de 601 723 habitantes de acordo com o censo de 2010, maior que a do estado de Wyoming.
O Distrito de Colúmbia foi formado através de terras cedidas pelos estados de Maryland e Virgínia. Em 1847, a região que fora cedida pela Virgínia foi devolvida, região que compõe atualmente o Condado de Arlington. A construção de Washington iniciou-se em 1792, sendo inaugurada em 1800, no mesmo ano em que tornou-se a capital americana. Washington foi nomeada em homenagem ao primeiro Presidente americano, George Washington, enquanto que o termo District of Columbia deriva de um antigo nome poético dos Estados Unidos, Colúmbia.